# 草苺族
草苺族またはイチゴ族（イチゴぞく、中国語: 草莓族; 拼音: Cǎoméi zú）、草苺世代（草莓世代; cǎoméi shìdài）は、台湾において1980年代以降に出生した世代を指す。彼らの親世代とは異なり、同調圧力に打たれ弱く、また熱心に働こうとしないといった特徴が、痛みやすいイチゴのようであるという特徴からこのように称される。草苺族は従順ではなく、甘やかされて育ち、自己中心的で、傲慢であり、仕事に対して怠惰であると形容される人々を指す。

## 概要
「草苺族」の初出は、1993年に出版された翁静玉の小説「辦公室物語」である。1960年代生まれの世代を指して用いられた。1990年代以降、大学進学率の上昇、世代観念の変遷、台湾のメディア媒体による翁の小説の引用等の複合的要因により、台湾社会で広く使用されるようになった。
教育学者の周祝瑛は、草苺族が発生した主な原因として、親が物を買い与えることで子供を満足させることに慣れており、社会も物質的豊かさを過度に重視した結果として、子供が成長後も精神面の健康と自律精神、ストレス耐性を欠くようになり、自分自身と他人に責任を持ちたくないと考える人が増加したことを挙げている。
台湾の若年層の多くは、この用語で自分たちが形容されることを嫌悪する傾向にある。2012年の調査では、「草苺族」は若年層が最も嫌うレッテルであることが示されている。彼らの中には草苺族と言うレッテル張りが、労働環境を改善しようとせず、世代間格差を無視する口実として利用していると主張する者もいる。

## アイロニーを含む語例

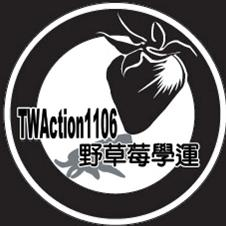
野いちご運動の公式ロゴ

2008年に海峡両岸関係協会の陳雲林会長が訪台したことに対する抗議として発生した「野イチゴ運動」は「草苺族」である学生の抗議活動であることのアイロニーを含意している。警察は、陳への抗議活動として青天白日旗の掲揚と台湾の歌を演奏することを妨害した。この一連の警察の行動は、台北市において約400名の学生が集会遊行法の廃止を求めて行政院前で座り込み抗議活動を行う事態に発展した。

## 脚註
1. ↑  Rachel. “The Strawberry Generation”. sex.ncu.edu.tw.  国立中央大学 Center for the Study of Sexuality. 2016年7月1日閲覧。
2. ↑  Schott, Ben (2008年11月30日). “Strawberry Generation”. ニューヨーク・タイムズ
3. ↑  “Strawberry generation”. 人民日報 オンライン (2010年1月7日). 2017年12月6日時点のオリジナルよりアーカイブ。2024年11月21日閲覧。
4. ↑  林宗弘 2014, p. 172.
5. ↑  臧聲遠 2003.
6. ↑  楊令瑜 2023, pp. 14–15.
7. ↑  周祝瑛. “挫折容忍力與多元智慧”. www.tmac.com.tw.   臺灣麥克. 2024年7月16日閲覧。
8. 1 2  林宗弘 (2014). 趙永佳; 蕭新煌; 尹寶珊. eds. “台灣的民主轉型與世代政治，1995-2010”. 一衣帶水：台港社會議題縱橫談 (香港: 香港亞太研究所):  171-214. ISBN 9789624415988.
9. ↑  林珮萱 (2012年7月30日). “青年最討厭被當成 草莓、啃老、低頭族” (中国語). www.gvm.com.tw. 2012年7月30日閲覧。
10. ↑  Cooper, Marc (2008年12月7日). “Taiwanese students protest demonstration law”. ハフィントンポスト. 2008年12月12日閲覧。
11. ↑  “Wild Strawberries: Taiwanese Student Movement Stirs Anew”. HUFFPOST (2009年1月8日). 2024年11月21日閲覧。
12. ↑  “DPP proposes parade law amendment”. タイペイ・タイムズ (2008年11月11日). 2008年11月11日閲覧。